# Шипохвостая белка
Шипохвостая белка, или беличий шипохвост (лат. Zenkerella insignis), — вид грызунов из монотипического семейства Zenkerellidae. Единственный представитель рода шипохвостых белок (Zenkerella).
Ранее шипохвостую белку классифицировали в семействе шипохвостых (Anomaluridae). В молекулярно-генетическом исследовании 2016 года было установлено, что предки шипохвостой белки и настоящих шипохвостых разошлись около 49 млн лет назад, что даёт основания выделить этот вид в собственное, обособленное семейство.

## Общие сведения
Длина тела около 20 см, хвоста около 17 см. Спинная сторона тела серого цвета, брюшная белая. Хвост чёрный.
Мех густой и мягкий. Хвост покрыт волосками, причём самые длинные волоски находятся на конце хвоста. Около основания подошвы, в месте выхода специфической железы находится пучок длинных волос. Перепонка между лапами, имеющаяся у других шипохвостых, отсутствует.
Об образе жизни известно мало, поскольку шипохвостая белка редка. По-всей видимости, ведёт ночной образ жизни. В августе 2016 года впервые найден цельный образец данного вида.

## Ареал
Шипохвостая белка обитает в лесах Камеруна, юго-западной части Центрально-Африканской Республики и Конго.